# Manda (Bangladesh)
Manda è un sottodistretto (upazila) del Bangladesh situato nel distretto di Naogaon, divisione di Rajshahi. Si estende su una superficie di 375,94 km² e conta una popolazione di 363.858  abitanti (censimento 2011).